# Opanara bitridentata
Opanara bitridentata é uma espécie de gastrópode da família Charopidae.
É endémica de Polinésia Francesa.